# Ceratina mauritanica
Ceratina mauritanica là một loài Hymenoptera trong họ Apidae. Loài này được Lepeletier mô tả khoa học năm 1841.